# 井上春策因硕
井上春策因碩（1774年—1810年），日本圍棋棋手，生於備後國深津郡市村（現今的廣島縣福山市藏王町），本名為佐藤知夫，後改名春策。

## 生平
幼時即被稱為神童，1786年福山藩儒臣大田全齋將其推薦給愛好圍棋的藩主阿部正倫，隔年透過儒臣管茶山推薦下，進入出生鄰國的井上因達因碩門下學棋。
1794年四段的春策成為因達的跡目，是與元丈、知得並列最年輕得到十人俸祿級的跡目。1805年因達去世，春策繼任，是為第九世井上因碩。1807年升上上手，在御城碁的表現也算不錯。
1810年38歲突然去世，法名日逞，由春策的女婿唐津藩士山崎因砂繼任。

## 外部連結
日本圍棋故事